# 立命館神山中学校・高等学校
立命館神山中学校・高等学校（りつめいかんこうやまちゅうがっこう・こうとうがっこう）は、かつて京都府京都市上賀茂神山にあった私立中学校・高等学校。
戦後、京都市の学校整備に伴い生徒の委託契約が解除されることになると生徒数も大きく減少することになり、財政的にも困難な状況にあったため、立命館の中等教育全体を改革することとなり、神山中学校・神山高等学校は、昭和27年3月をもって廃止し、北大路学舎の立命館中学校・立命館高等学校に統合された。

## 沿革
- 1947年 - 立命館神山中学校を設置
- 1948年 - 立命館神山高等学校を設置
- 1952年 - 廃校

## 著名な出身者
- 西尾慈高